# One More Day
Chansons représentant la Géorgie au Concours Eurovision de la chanson
Shine
(2010) I'm a Joker
(2012)
One More Day (en français Un jour de plus) est la chanson représentant la Géorgie au Concours Eurovision de la chanson 2011. Elle est interprétée par Eldrine.

## Eurovision
La chanson remporte la finale du la sélection nationale, organisée par GPB.
La chanson est présentée d'abord lors de la première demi-finale le mardi 10 mai 2011. Elle est la neuvième de la soirée, suivant In Love for a While interprétée par Anna Rossinelli pour la Suisse et précédant Da Da Dam interprétée par Paradise Oskar pour la Finlande.
À la fin des votes, elle obtient 74 points (90 points des téléspectateurs (5e) et 51 du jury (12e)) et finit à la sixième place sur dix-neuf participants. Elle fait partie des dix premières chansons de la première demi-finale sélectionnées pour la finale le samedi 14 mai 2011.
La chanson est la 25e et dernière de la soirée, suivant Čaroban interprété par Nina pour la Serbie.
À la fin des votes, elle obtient 110 points (138 points des téléspectateurs (8e) et 79 points du jury (16e)) et finit à la neuvième place sur vingt-cinq participants.